# Alexandra Behrens
Alexandra „Alex“ Behrens (* 20. Dezember 1984 in Olpe) ist eine deutsche Sängerin und Sprecherin. Musikalisch trat sie erstmals im Alter von 15 Jahren unter dem Künstlernamen „Alicia Maas“ in Erscheinung. Größere Bekanntheit erreichte sie 2003/2004 durch die Teilnahme an Stefan Raabs Casting SSDSGPS für die Deutsche Vorentscheidung zum Eurovision Song Contest 2004 in Istanbul. Vor ihrer Heirat ist sie unter ihrem Geburtsnamen Alexandra Schröder aufgetreten.

## Leben und Wirken
Alexandra Behrens wuchs im sauerländischen Olpe auf und begann im Alter von 12 Jahren eine klassische Gesangsausbildung. In den folgenden Jahren sang sie in Partybands und Chören. Im Alter von 15 Jahren erhielt sie ihren ersten Plattenvertrag und veröffentlichte unter dem Künstlernamen „Alicia Maas“ einige Singles.
2003 bewarb sie sich bei der im Rahmen der ProSieben-Sendung TV Total veranstalteten Castingshow Stefan sucht den Super-Grand-Prix-Star (kurz SSDSGPS) und wurde hinter Max Mutzke und Bonita Jeanetta Louw Drittplatzierte.
Zusammen mit den anderen 4 Finalisten der Show tourte sie anschließend mit der TV Total-Hausband Heavytones durch Deutschland. 2004 trat sie außerdem mit dem irischen Sänger Ronan Keating und der Band Kool & the Gang bei TV Total auf. Alex Behrens trat mit weiteren Kandidaten von SSDSGPS in der Wok-WM 2004 an.
Behrens hat an verschiedenen Danceprojekten mitgewirkt; das Dance-Cover des Musical-Klassikers Phantom of the Opera von Guenta K., erreichte Chartplatzierungen in Österreich und der Schweiz, und in den UK-Dancecharts die Top 10, außerdem sang sie die 2010er-Jahre-Version des Future-Breeze-Klassikers Why don’t you dance with me.
Seit 2008 ist sie zudem als Sprecherin für Radio- und TV-Werbung tätig, hier u. a. für den Spielzeughersteller MATTEL, das Kosmetikunternehmen Schwarzkopf Henkel, Sparkasse und die Telekom.
Alex Behrens singt in Rock- und Popbands, u. a. als Frontfrau der Rocking Chairs sowie der RememberBand und ist als Songwriterin tätig. Zudem kann sie über ihre Website als Sängerin für Familienfeste gebucht werden.
Sie lebt in Mönchengladbach.

## Diskografie
- 2003: Vogel aus Papier (EP; Alicia Maas)
- 2003: Größer sein (EP; Alicia Maas)
- 2004: Gegen den Wind (EP; Alicia Maas)
- 2005: Morgenrot (EP; Alicia Maas)
- 2006: Gegen den Wind (LP; Alicia Maas)
- 2007: Sag mir wann (EP; Alicia Maas)
- 2009: The phantom of the opera (EP; Guenta K.)
- 2010: Why don’t you dance with me 2010 (EP; Future Breeze)
- 2019: Zeit der Wünsche (EP; RememberBand „Unser Weihnachten“)
- 2025: Smells like teen spirit (EP: HEIN + KLEIN & Alex Behrens)